# Craniologie
Ne doit pas être confondu avec Phrénologie.

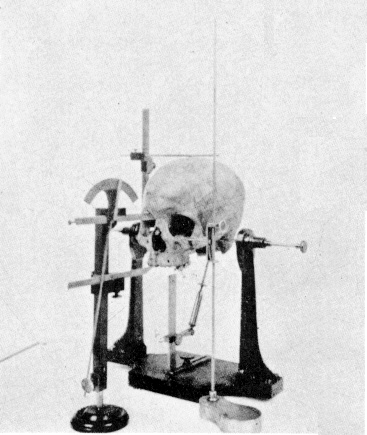
Appareil de mesure datant de 1902

La craniologie est une science basée sur l'étude de la forme et des variations du crâne humain. Cette discipline née au XIXe siècle s'inscrit dans le domaine de l'anthropologie physique. Nombre de productions savantes dans le champ de la craniologie ont soutenu des thèses sexistes, racistes, ou discriminatoires à l'égard des délinquants — considérés comme des criminels-nés. 
Le terme vient du grec κρανίον, kraníon (« crâne, casque ») et de λόγος, logos (« étude »). La craniologie compte plusieurs sous-disciplines : la craniométrie (science des mesures du crâne), la cranioscopie (science fondée sur la palpation du crâne), la topographie cérébrale. A la différence de la craniométrie, la craniologie ne se contente pas de fournir des mesures, mais établit des relations entre l'anatomie, les facultés intellectuelles, l'histoire, la société. 

## Histoire

### L'étude du prognathisme et des angles
Pierre Camper, anatomiste hollandais, est considéré comme un pionnier dans le domaine de la craniologie. Il a mesuré le prognathisme (l'angle facial) des crânes d'un Européen, d'un Kalmouk et d'un Noir. Le résultat de ses observations est que l'angle serait le plus ouvert chez le singe, le plus fermé chez l'Européen, le Kalmouk et le Noir présentant des cas intermédiaires. P. Camper établit alors un lien entre le niveau d'intelligence et le degré de fermeture de l'angle facial.
D'autres angles ont servi d'instruments de mesure par la suite, l'angle sphénoïdal du savant allemand Hermann Welckler et l'angle occipital de Paul Broca. La thèse d'une corrélation entre l'angle et le niveau d'intelligence est maintenue, notamment chez Paul Broca.

### L'étude des bosses du crâne
Franz Joseph Gall est le fondateur de la craniologie. Selon lui, les bosses affleurant à la surface du crâne permettent de mesurer les capacités intellectuelles de l'individu. Lorsqu'une faculté est très développée elle aurait tendance, selon Gall, à déformer le crâne. Gall prétend « connaître le contenu par l’analyse du contenant ».

### L'étude du poids et du volume du cerveau
Maximien Parchappe, Louis Francisque Lélut, Rudolf Wagner privilégiaient la pesée comme instrument de mesure.
Julien-Joseph Virey, Palisot de Beauvois, Friedrich Tiedemann procédaient, quant à eux, au cubage du crâne. La technique du savant américain (et négrophobe) Samuel George Morton, consistant à remplir un crâne de plomb de chasse, puis à verser le contenu dans un récipient gradué, est demeurée célèbre.

### L'étude de l'indice céphalique
Anders Retzius, un anatomiste finnois, a mesuré le rapport entre la largeur maximale et la longueur maximale du crâne, ou l'indice céphalique, en fonction duquel il a distingué les dolichocéphales (au crâne allongé) et les brachycéphales (au crâne plus large que long).

### Le rôle de Paul Broca
Paul Broca, médecin et anatomiste français, est connu pour sa tentative de rendre plus méthodique la craniologie ; il a voulu améliorer les techniques de cubage de Samuel George Morton ; il a distingué des catégories supplémentaires selon l'indice céphalique, celles des mésocéphales et des orthocéphales ; il a inventé des céphalographes, des topomètres, des cyclomètres. 
Plusieurs spécialistes de craniologie sont aussi des auteurs d'ouvrages considérés aujourd'hui comme racistes; il en va ainsi de Armand de Quatrefages, Paul Topinard, Vacher de Lapouge en France, et de Rudolf Virchow, Carl Gustav Carus, Carl Vogt, Johannes Peter Müller en Allemagne.

## Populations prises pour objets d'analyse

### Comparaison des hommes et des femmes
Gustave Le Bon ayant comparé le volume de cerveaux d'hommes et de femmes, affirme que ceux des hommes ont un volume supérieur, même quand les individus de sexes différents ont la même taille ; puis ayant évalué la capacité crânienne des singes, Le Bon en déduit que de nombreuses femmes européennes sont par leur niveau d'intelligence semblables à ces primates : « Dans les races les plus intelligentes, comme les Parisiens, écrit Le Bon, il y a une notable proportion de la population féminine dont les crânes se rapprochent plus par leur volume de ceux des gorilles que des crânes de sexe masculin les plus développés. [...] Cette infériorité [intellectuelle des femmes] est trop évidente pour être contestée un instant ». Vivant à une époque où les jeunes filles ne vont pas au lycée, il est fermement opposé à l'instruction des femmes, qu'il juge inutile et nuisible. Elle est inutile parce que la femme est naturellement inférieure à l'homme ; elle est nuisible parce qu'un niveau de connaissance plus élevé enlèverait à la femme son charme et sa valeur. De plus, Gustave Le Bon reprend dans sa description des femmes des catégories d'analyse provenant de la raciologie ; certains traits physiologiques  attribués aux peuples dit «primitifs» ont été préalablement dépréciés et réinvestis ensuite dans un discours sexiste. Ainsi, Gustave Le Bon peut-il affirmer : « le crâne féminin de l'Homme civilisé, écrit-il, se rapproche beaucoup plus de celui de l'homme des races inférieures que de celui de l'homme des races supérieures ». Gustave Le Bon soutient que l'inégalité du volume du cerveau entre l'homme et la femme s'accroît quand on passe des «races inférieures» aux «races supérieures». Il soutient ainsi, inspiré par Lamarck, qui pense qu'un organe fortement sollicité a tendance à se perfectionner au fil des générations :  « l'homme s'instruisant de plus en plus à chaque génération, les progrès accumulés par hérédité finissent par l'éloigner graduellement de la femme dont intellectuellement il s'écartait d'abord fort peu ». 
Ces théories connaissent une large diffusion, et influencent par exemple le sociologue Émile Durkheim, qui fait référence à la craniologie de Gustave Le Bon, dans La  division  du  travail  social (1894), pour expliquer l'infériorité des femmes dans l'exercice de la pensée théorique ;  « au  point  de  vue  de  la  masse  du  cerveau  et,  par  suite,  de l’intelligence,  la  femme  tend  à  se  différencier  de  plus  en  plus  de  l’homme », écrit Durkheim, l'écart se creusant de génération en génération, en faveur de l'homme. 
Paul Broca s'est également livré à des comparaisons de la capacité crânienne des hommes et des femmes, pour aboutir à des conclusions sexistes similaires.
L'idée de l'infériorité intellectuelle de la femme fondée sur des mesures craniologiques a été réfutée par Léonce Manouvrier, contemporain de Gustave Le Bon et par ailleurs disciple de Broca.

### Comparaison des criminels et des non-criminels
Cesare Lombroso, auteur de L'homme criminel (L’Uomo delinquente) (1876) s'est fondé sur des observations craniologiques pour décrire des hommes qui seraient des criminels-nés. C. Lombroso admet que la capacité crânienne des criminels n'est pas toujours inférieure à celle des non-criminels, mais il prétend que les crânes des criminels présentent des anomalies, constat qui lui a été inspiré par l'examen du crâne du brigand Villella,, semblable par un de ses traits anatomiques à celui de primates de Madagascar, les lémuriens. L'anthropologue italien déduit de cette «découverte» que les criminels sont des primitifs qui n'auraient pas évolué. La criminalité est donc un fait de nature, et il devient possible de prédire des comportements déviants par des mesures anatomiques. Xavier Tabet parle au sujet de Lombroso d'un «racisme contre les anormaux», si le racisme consiste à traduire en termes biologiques des catégories sociales ou psychologiques. Par ailleurs Lombroso identifiait des «races criminelles», parmi lesquelles les bohémiens.
Les thèses de Lombroso ont été vivement contestées de son vivant, notamment en France par l'anatomiste Léonce Manouvrier, et par les sociologues durkheimiens.

## La craniologie auXXIesiècle
À la fin du XXe siècle, la craniométrie a été utilisée par des anthropologues du continent américain pour tenter de déterminer l'origine géographique des crânes fossiles humains anciens (datés de la fin du Pléistocène supérieur au début de l'Holocène) trouvés en Amérique. La plupart des conclusions tirées de ces études ont été réfutées par les analyses paléogénétiques menées au XXIe siècle.